# 여의도샛강생태공원
여의도샛강생태공원(汝矣島 賽江生態公園, 영어: Yeouido Saetgang Ecological Park)은 서울 영등포구 여의도동에 있는 공원이다.
갈대와 물억새가 무성하게 자라는 샛강 생태공원은 6km의 산책로가 조성돼 있고, 20∼30m간격으로 설치된 안내판을 통해 우리 토종식물에 대해 공부할 수 있다. 대한민국 최초의 생태공원으로 천연기념물 제 323호 황조롱이를 비롯해 흰뺨검둥오리, 왜가리, 제비꽃, 말즘, 버들치 등 희귀 동식물이 살고 있다. 생태공원은 자연을 해치지 않기 위해 벤치와 매점은 물론, 동식물들의 휴식과 수면을 위해 가로등도 설치하지 않았다. 연중 이용이 가능하나 동물의 산란기에는 일부 구간의 출입이 제한된다.

## 사진첩

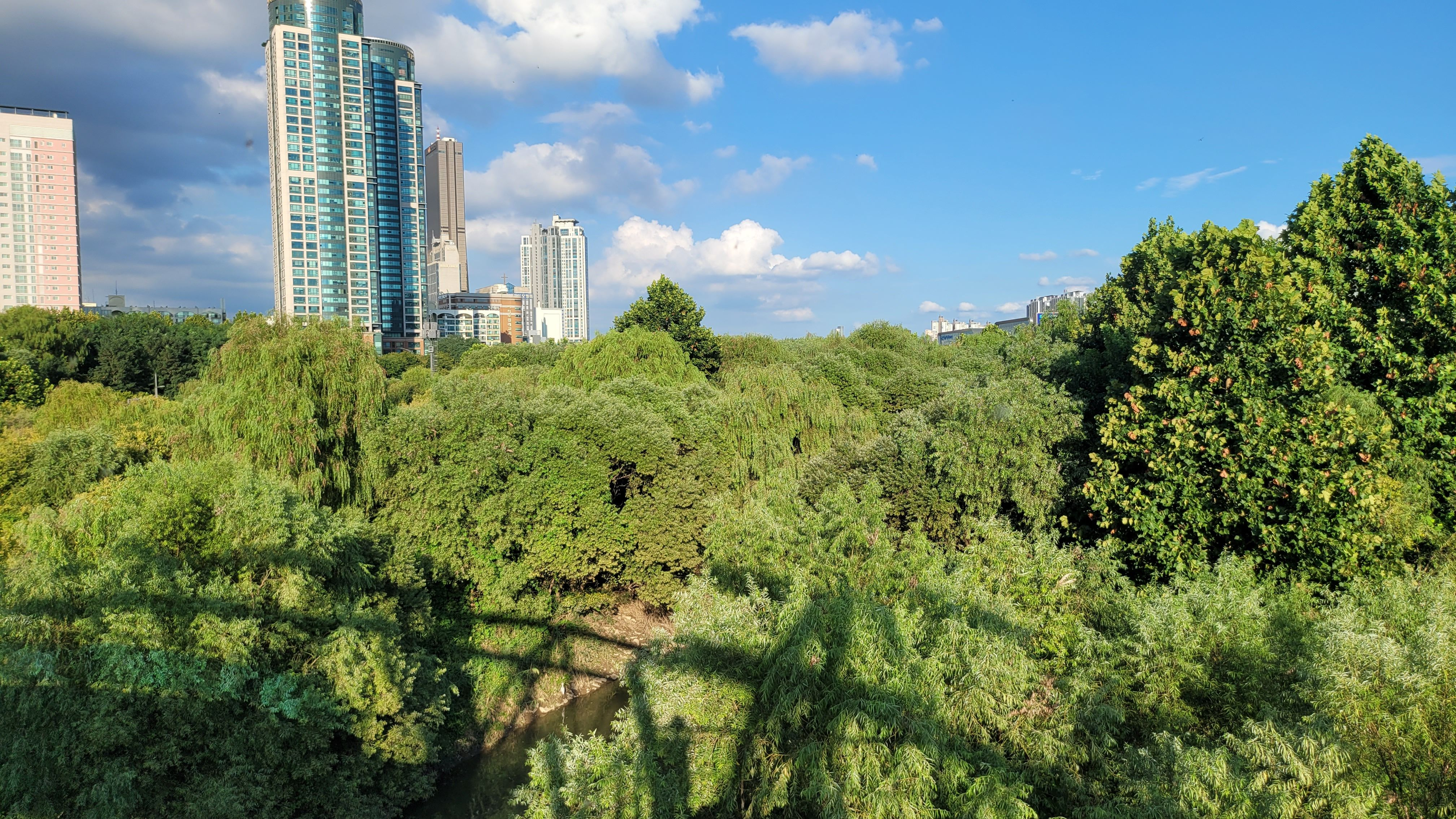
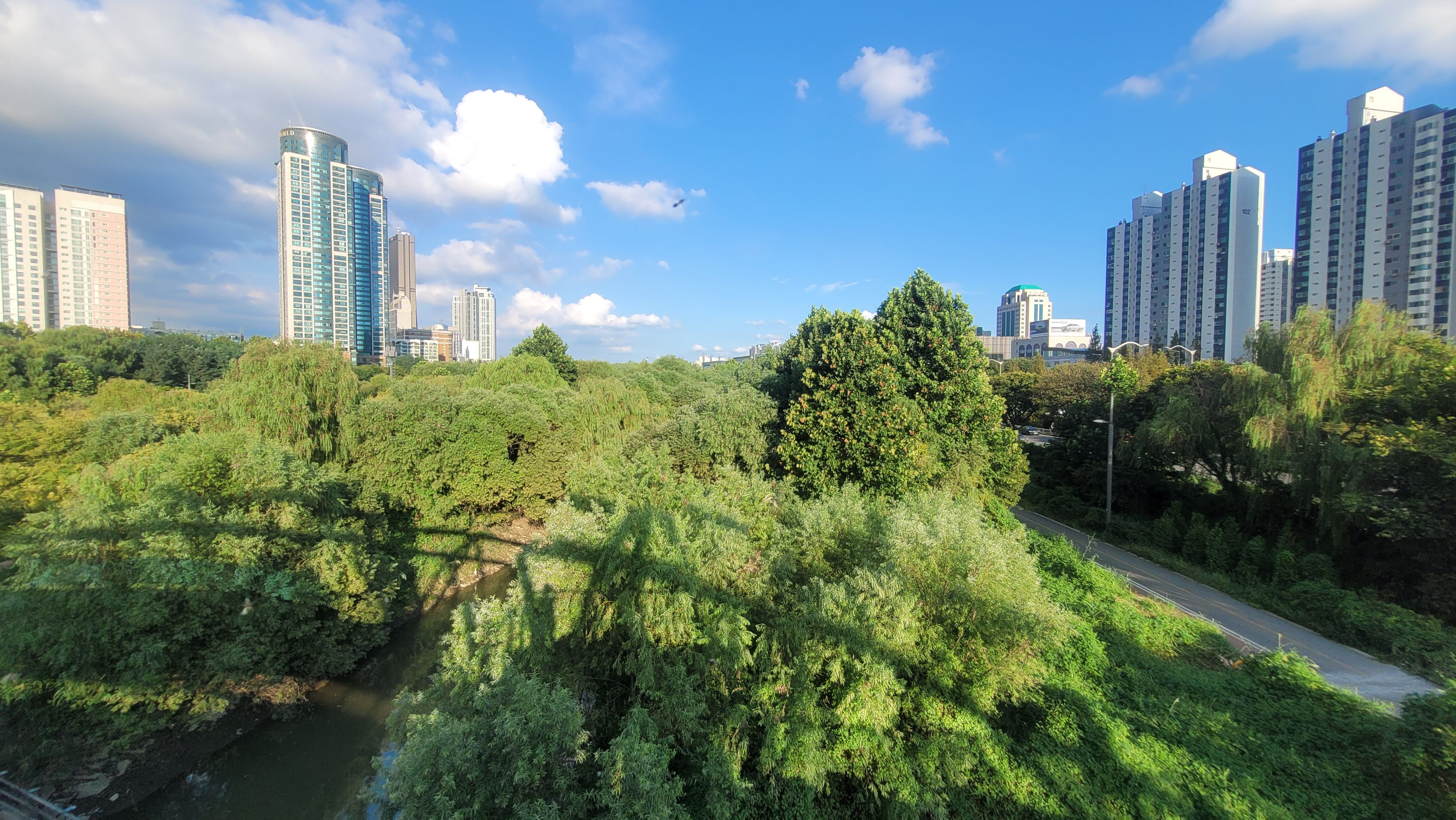
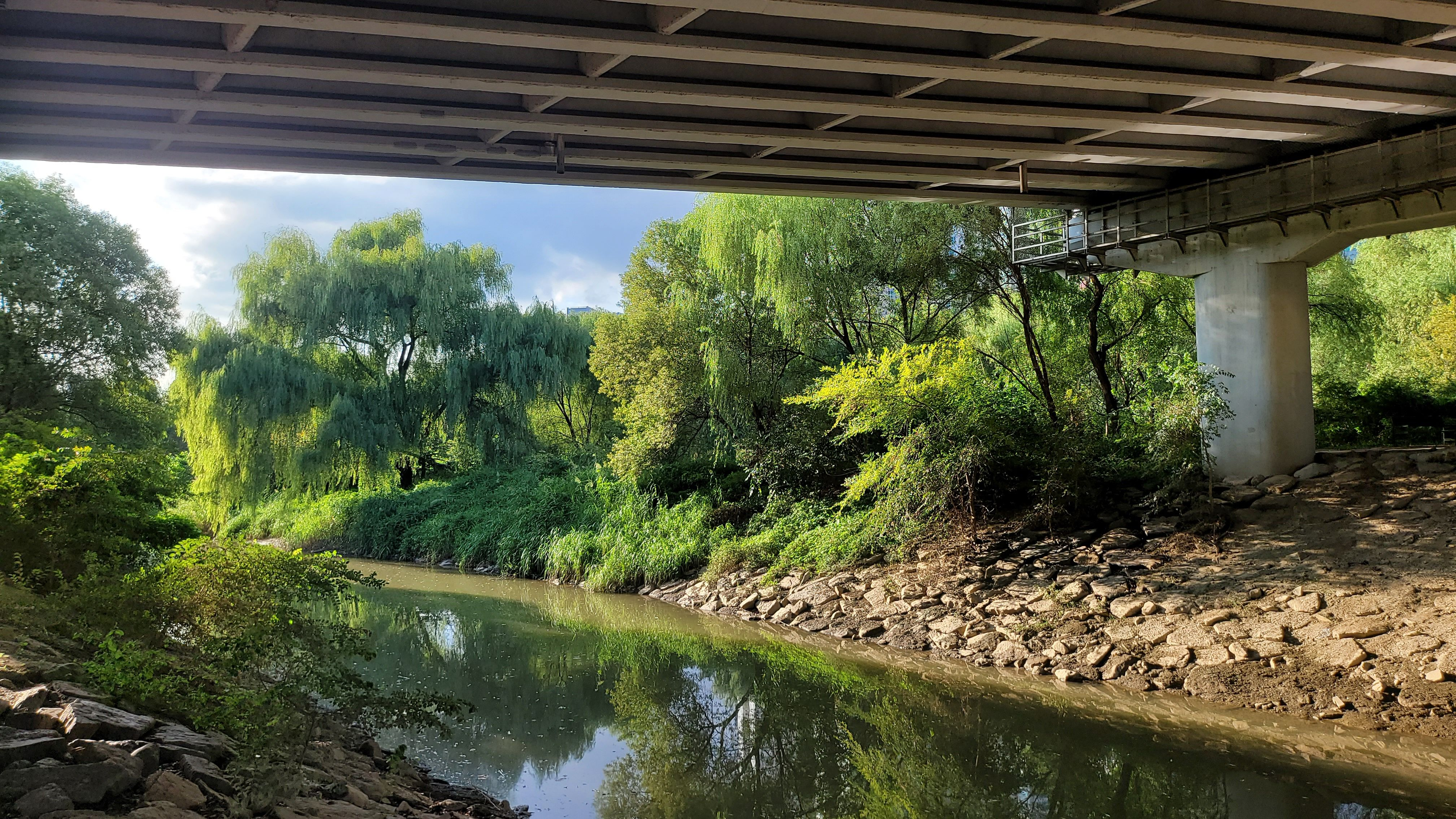
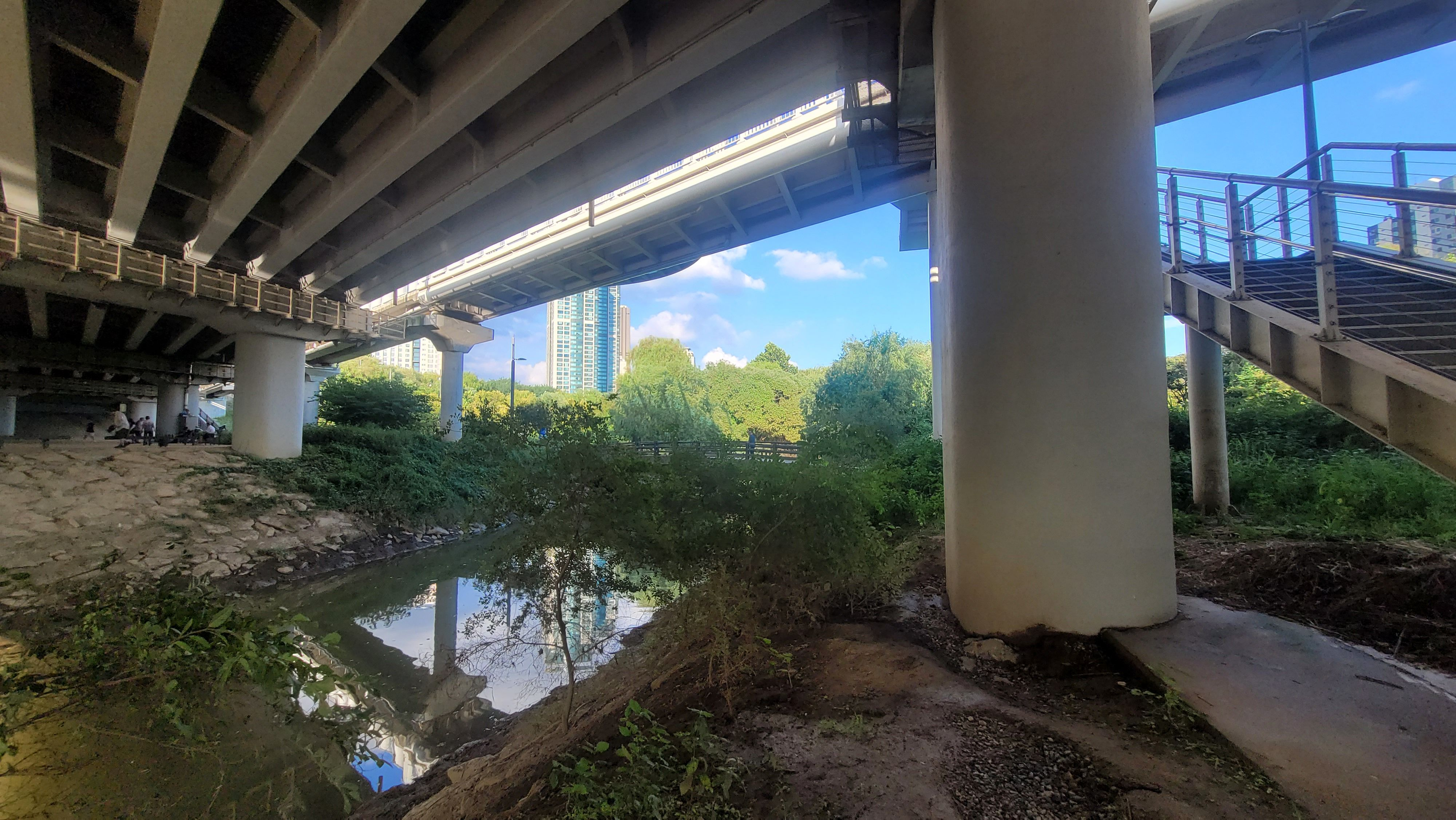
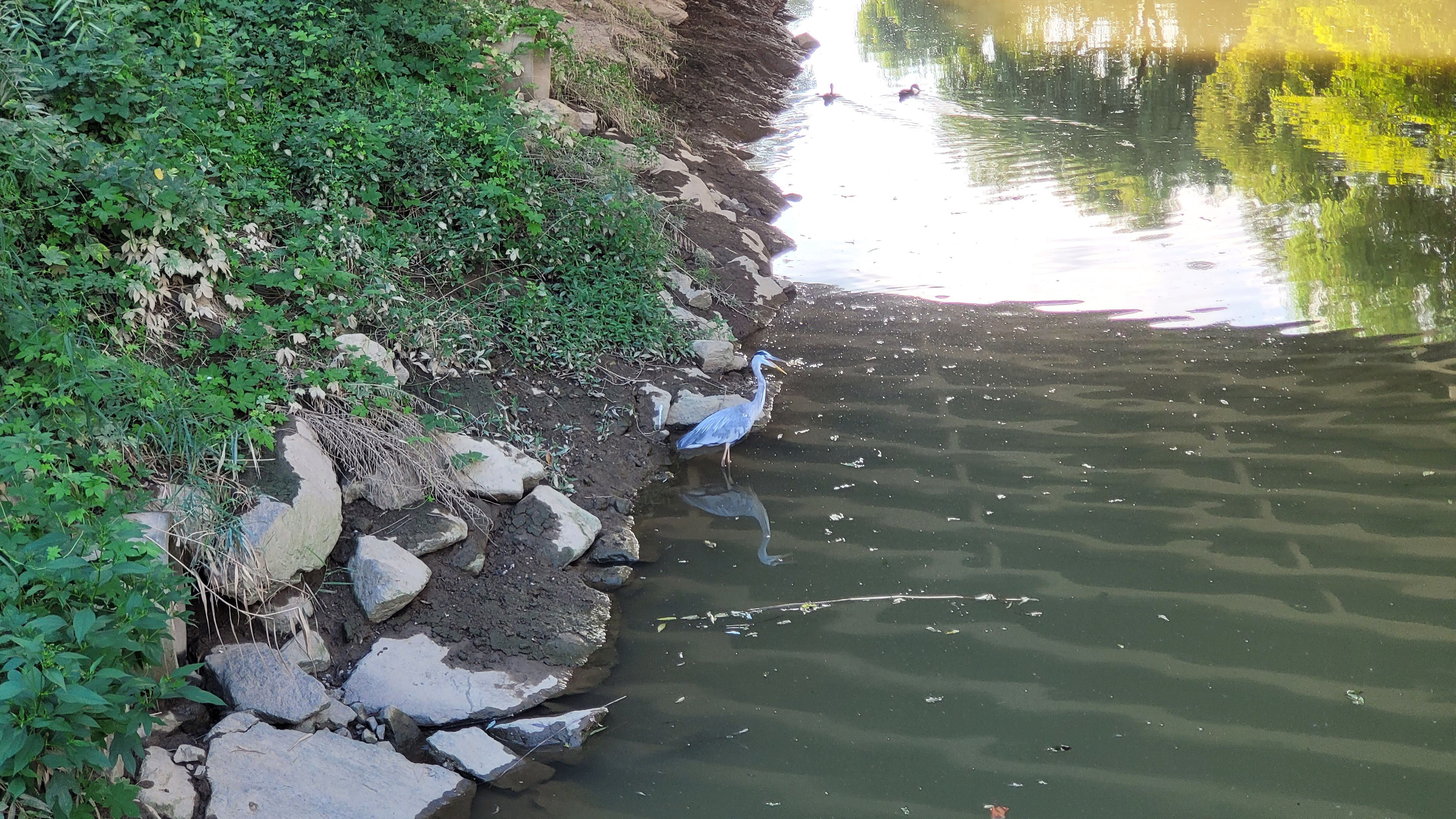
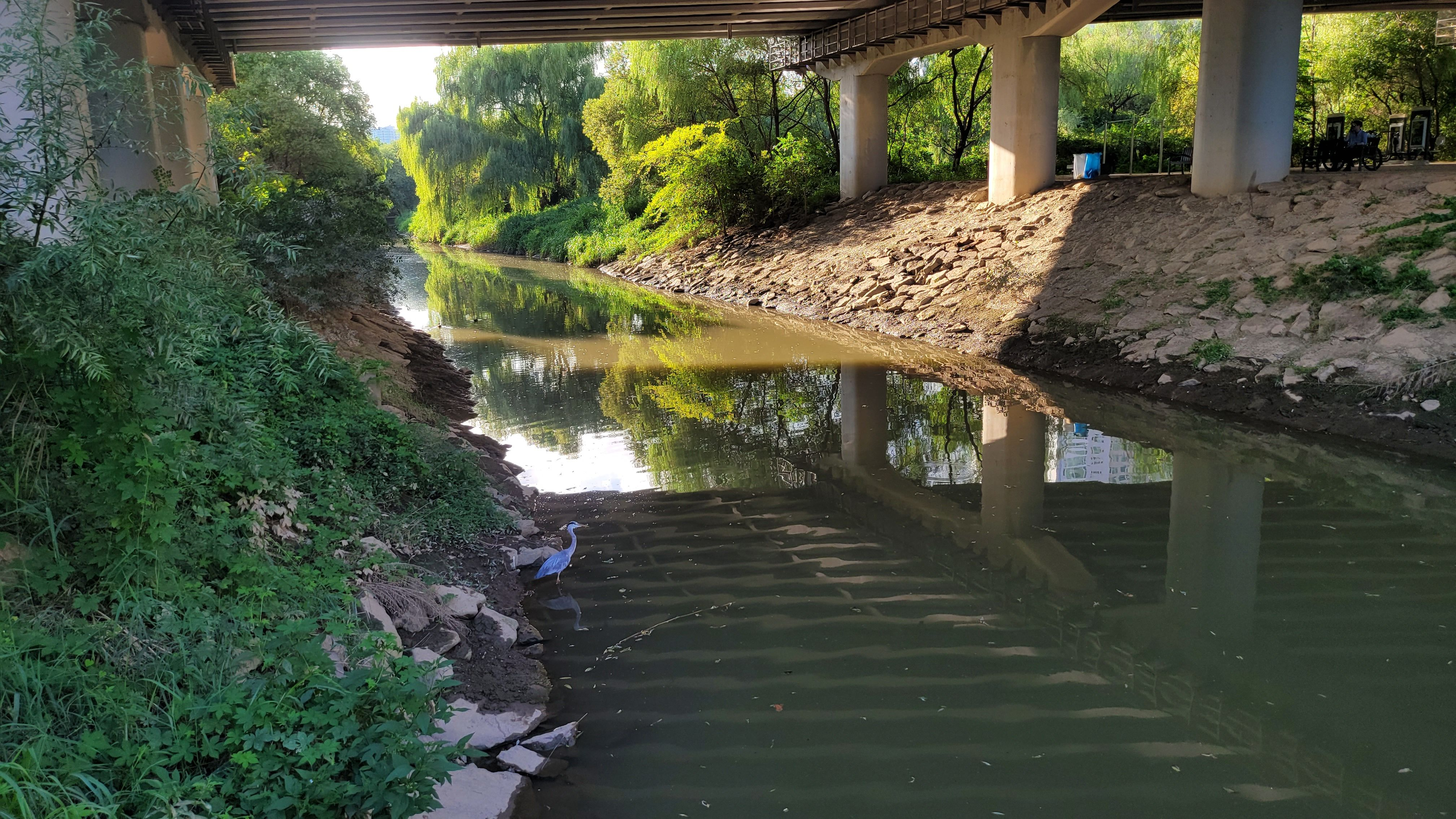
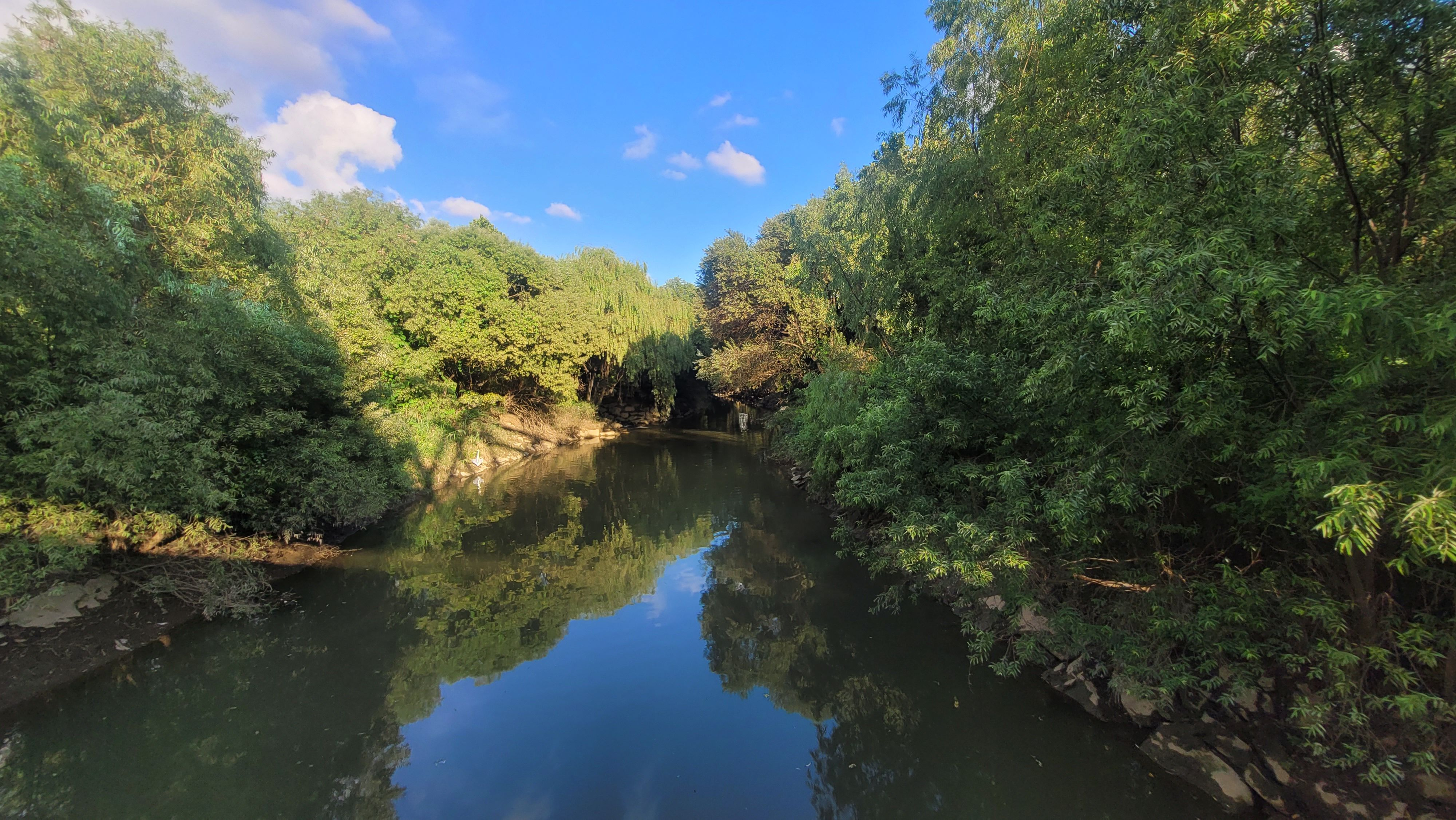
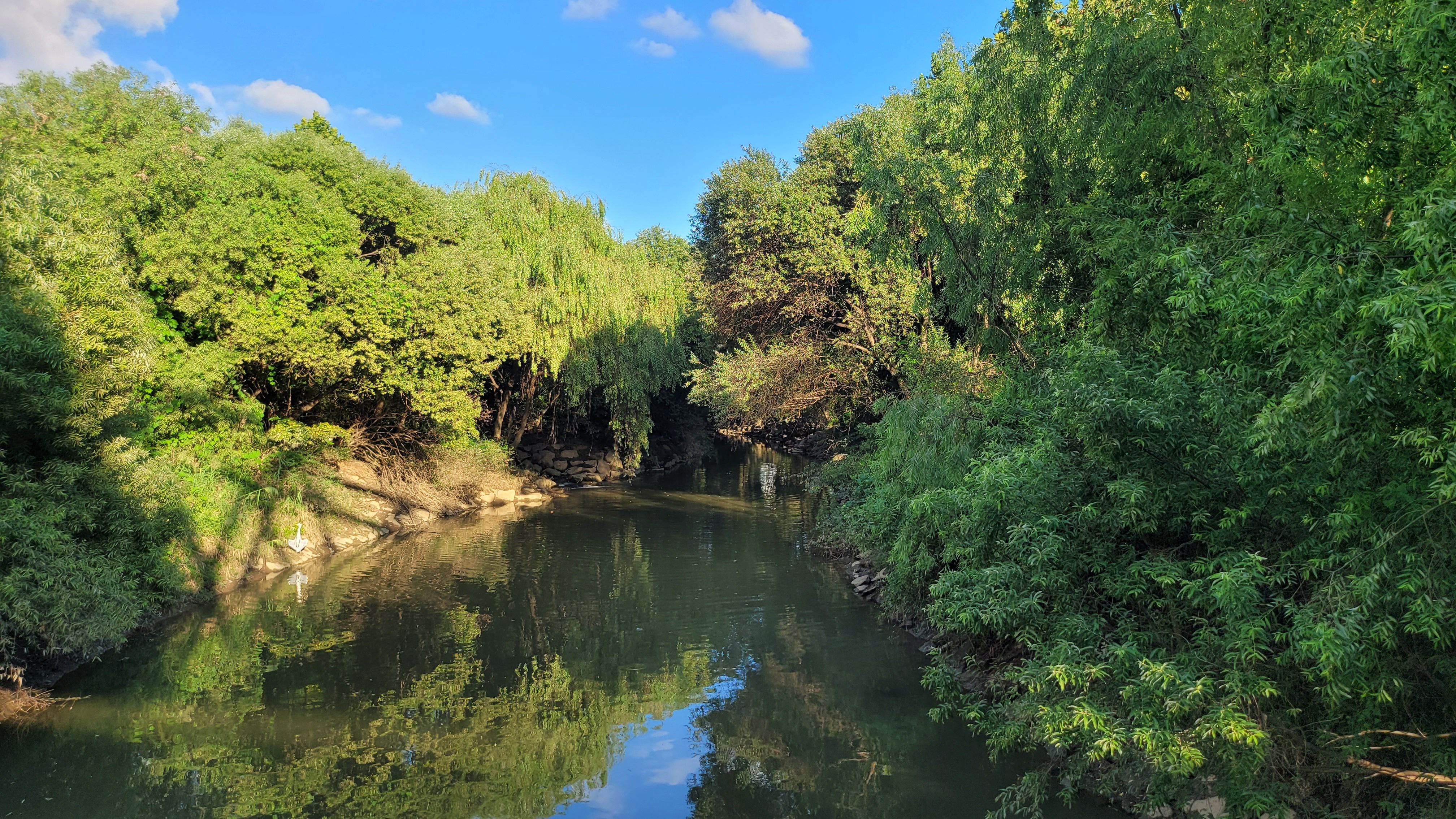
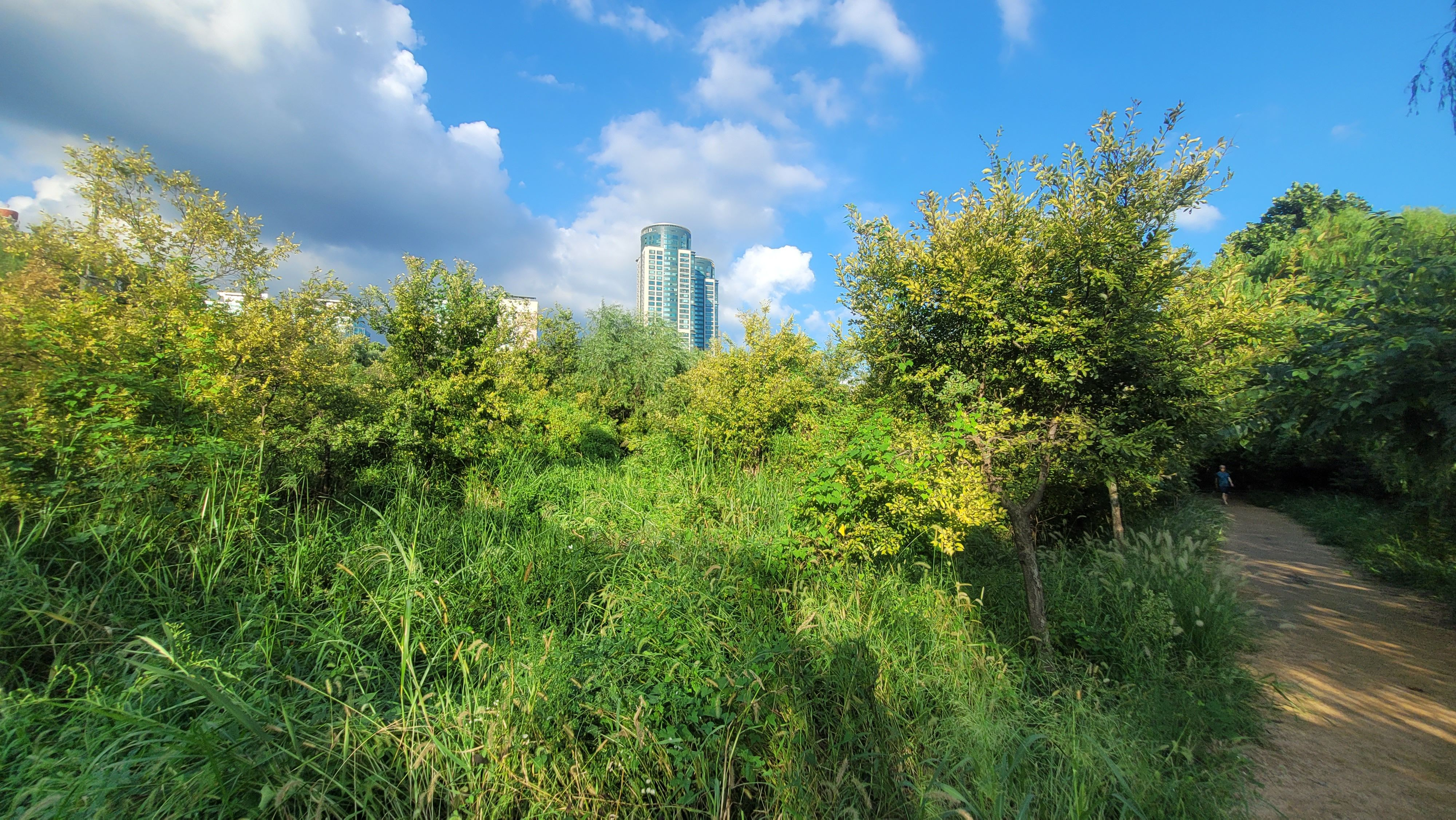
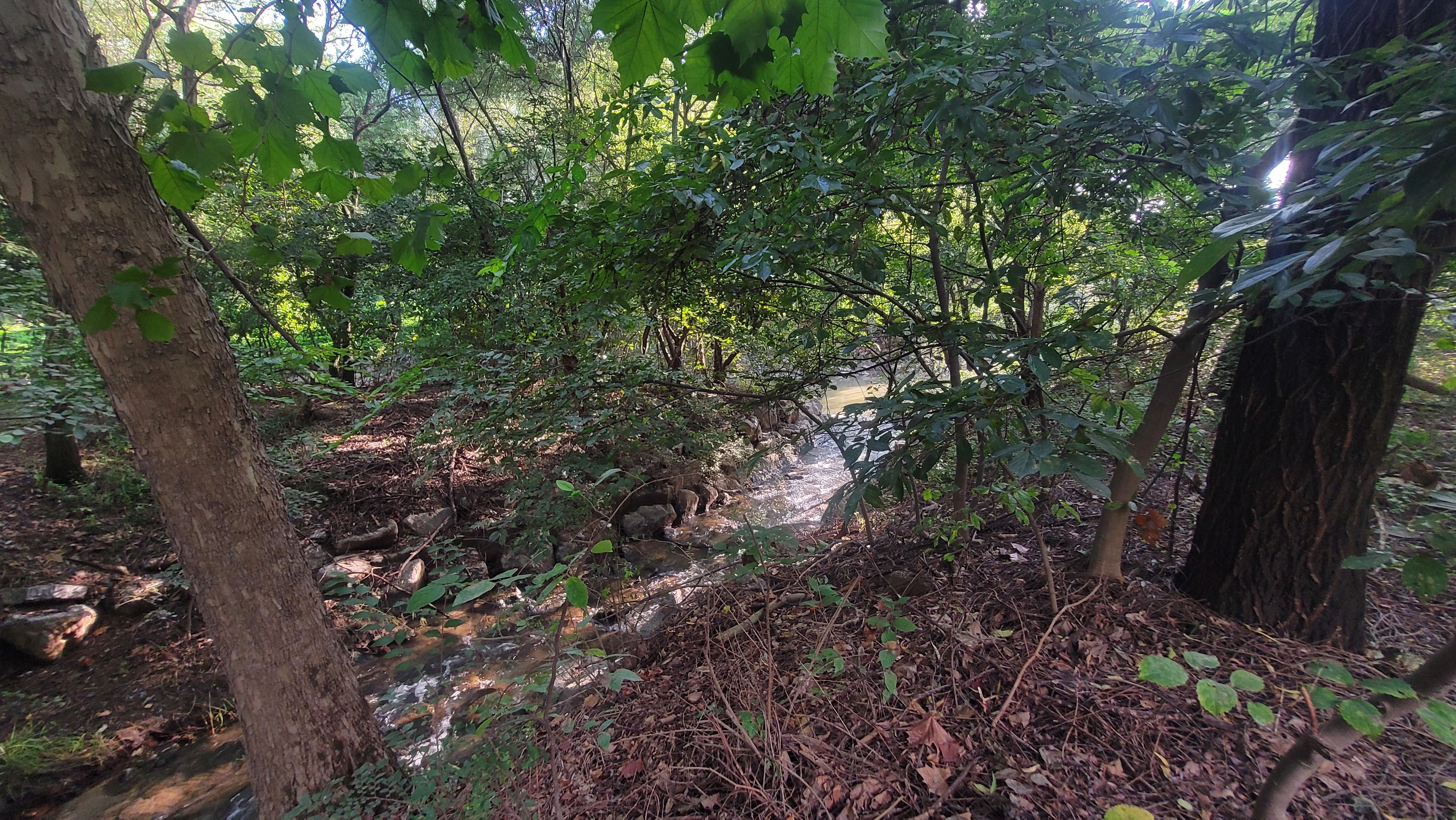
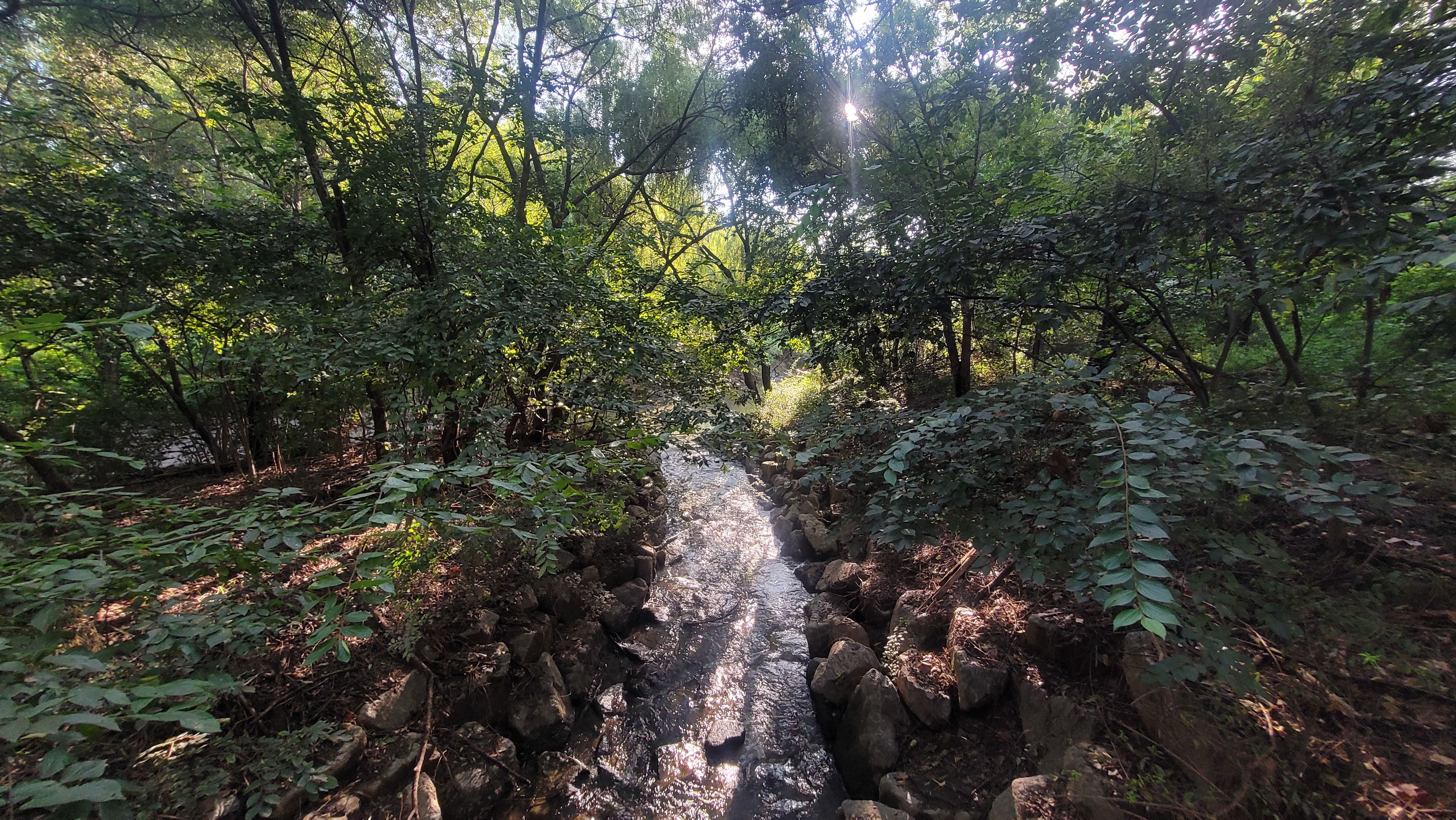
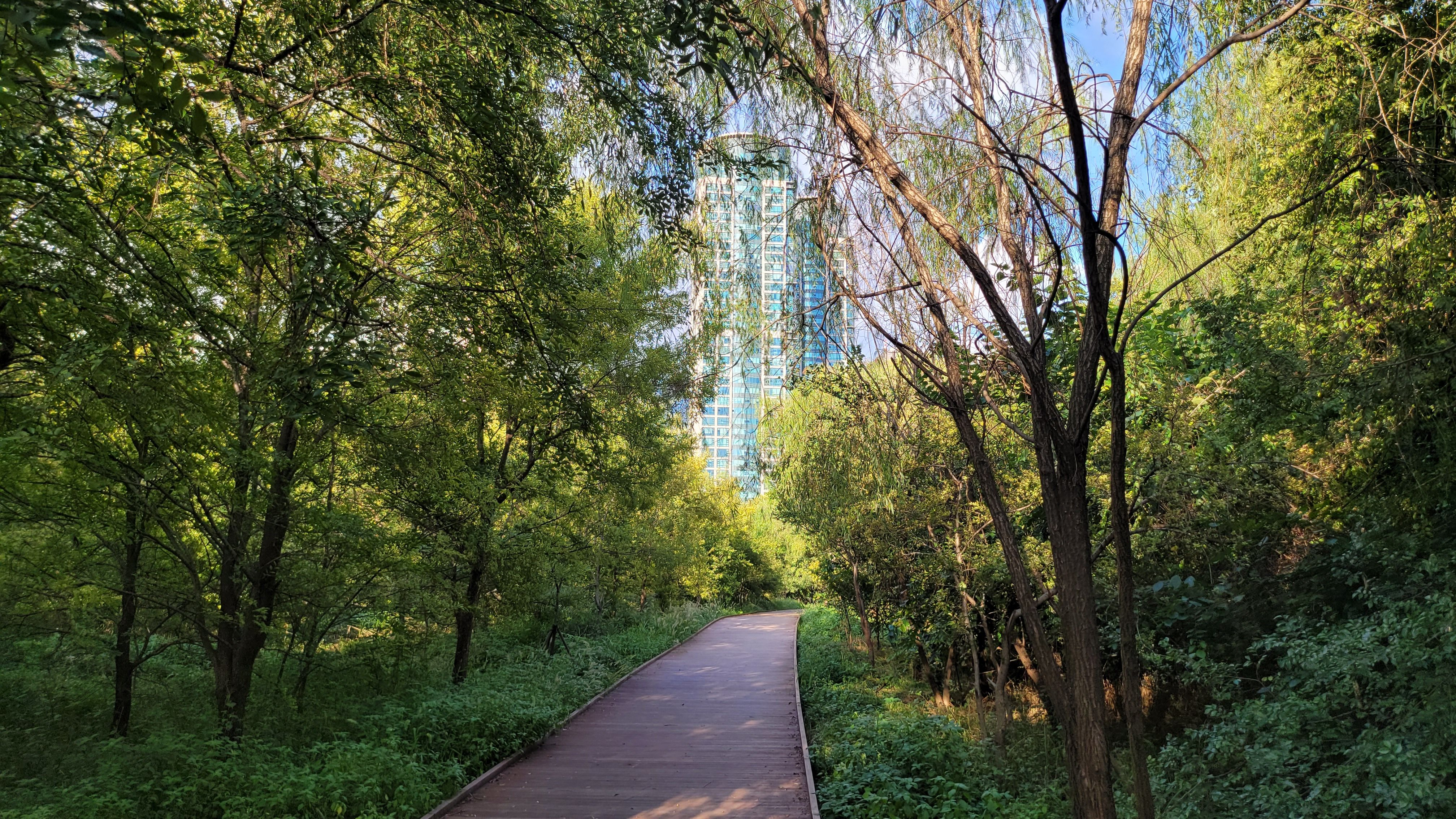
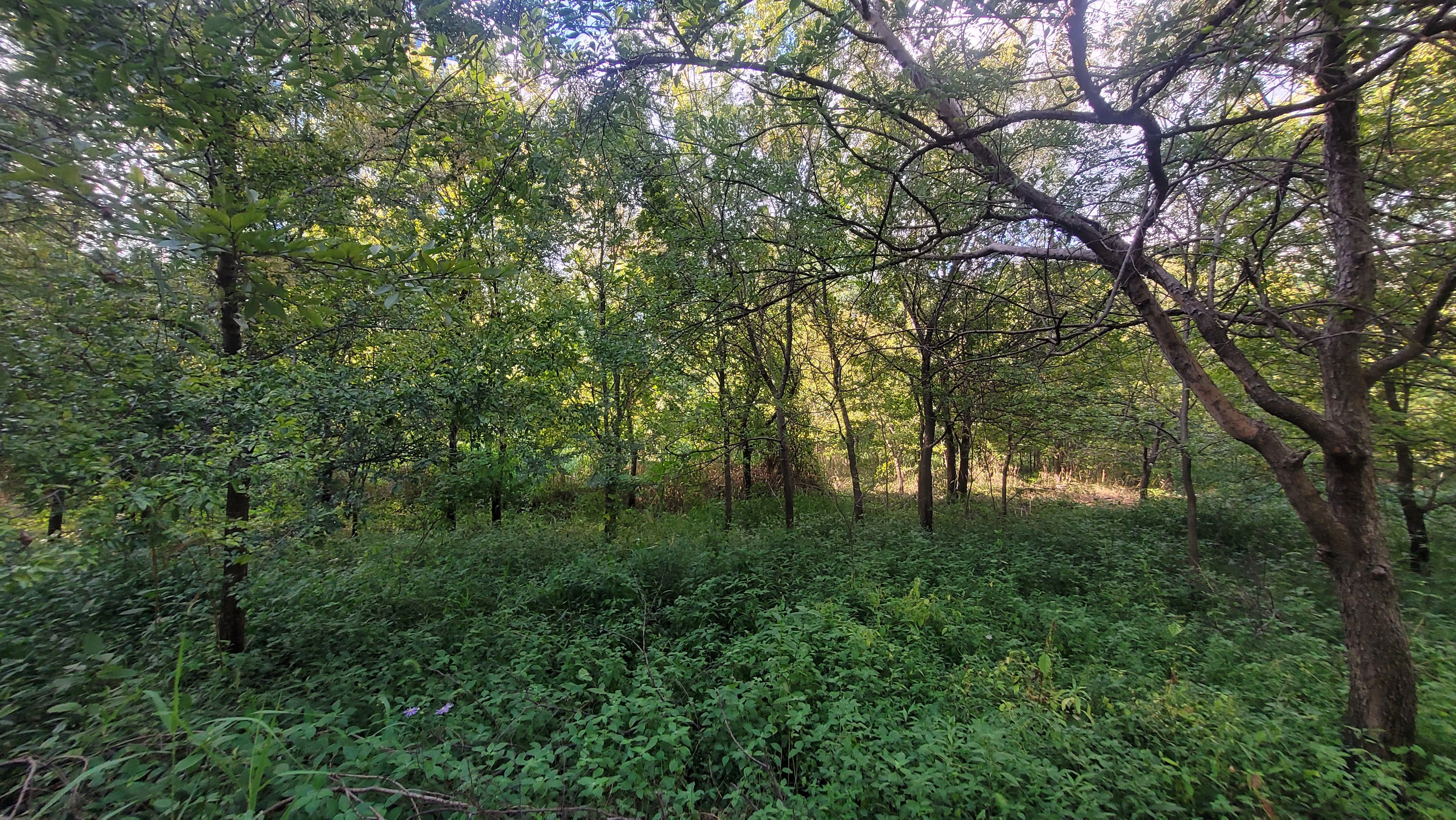
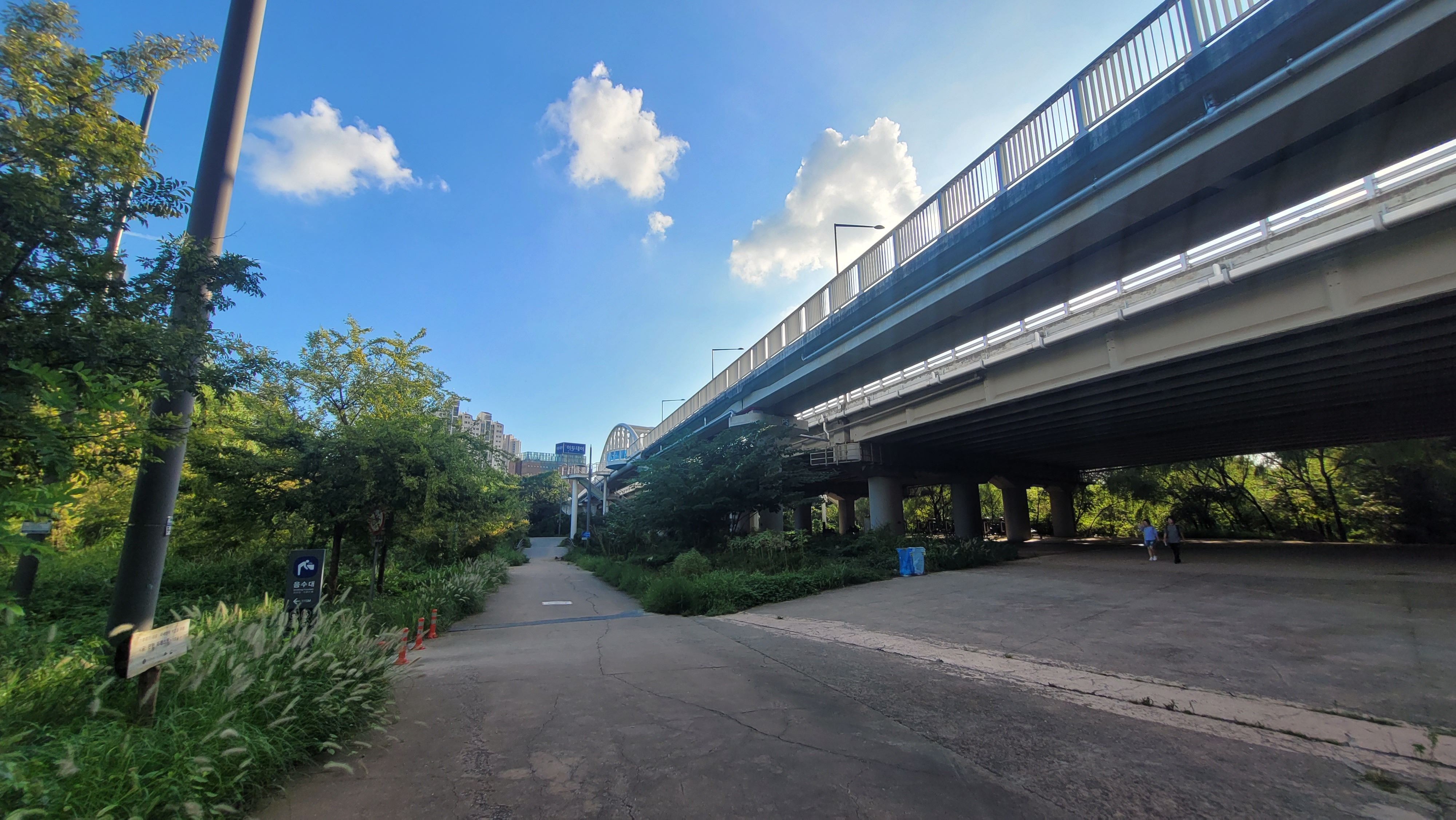

## 참고 자료
본 문서에는 서울특별시에서 지식공유 프로젝트를 통해 퍼블릭 도메인으로 공개한 저작물을 기초로 작성된 내용이 포함되어 있습니다.

## 같이 보기
- 여의도공원
- 앙카라공원